# Маркарян, Серхио
Се́рхио Апраха́м Маркаря́н Абраамя́н (исп. Sergio Apraham Markarián Abrahamián, род. 1 ноября 1944, Монтевидео) — уругвайский футбольный тренер армянского происхождения. С пятью различными клубами выиграл в общей сложности семь чемпионатов Парагвая, Перу и Чили. Со сборной Парагвая участвовал в Олимпийских играх 1992 года и Кубке Америки 2001 года. В 2011 году привёл сборную Перу к бронзовым медалям Кубка Америки.

## Биография

### Ранние годы
Серхио Маркарян родился в Монтевидео в семье выходцев из Армении, в футбол играл только на любительском уровне до 17 лет. С семи до 18 лет проживал с отцом в Аргентине. Получив высшее образование, Серхио стал менеджером по производству и техническому обслуживанию, а затем — исполнительным директором в топливной компании.
В 1974 году, во время просмотра матча сборной Уругвая, уступившей в первом матче чемпионата мира Нидерландам со счётом 0:2, Маркарян сильно расстроился и захотел сделать что-то полезное для уругвайского футбола. В этом вопросе его поддержала супруга, сказавшая, что именно в этом состоит его призвание. Маркарян, несмотря на финансовые риски, уволился из топливной компании и начал тренерскую карьеру.

Важно то, что я следовал своему сердцу, и теперь могу сказать, что не ошибся. Я думаю, что это отличный жизненный урок для моих детей и внуков: они должны заниматься тем, чем увлекаются, не задумываясь о рисках.— Серхио Маркарян, интервью сайту ФИФА, октябрь 2010, 
После двух лет тренерских курсов в 1976 году он начал тренировать вторую команду «Белья Висты», выступавшую в пятом дивизионе. После победы в турнире Маркаряну предложили возглавить первую команду, игравшую во Втором дивизионе — и в том же году выиграл с ней Второй дивизион.

### 1980—1990-е годы
В 1980 и 1982 годах тренировал «Данубио», в промежутке между этими периодами работал с «Ривер Плейтом». В 1983 году впервые получил предложение из-за границы, возглавив парагвайскую «Олимпию», и сразу же выиграл с «деканами» чемпионский титул. В 1984 году работал с другой асунсьонской командой — «Либертадом». После возвращения в «Олимпию» вновь выиграл чемпионат Парагвая.
В 1987 году вернулся на родину, возглавив один из двух грандов уругвайского футбола — «Насьональ». Особых успехов с «трёхцветными» Маркарян не добился, и этот период в СМИ чаще вспоминают из-за знаменитого проигрыша «Пеньяролю» со счётом 1:2. Победившая в класико команда, которую тренировал Оскар Вашингтон Табарес (последние годы игровой карьеры проведший в «Белья Висте» под руководством Маркаряна) заканчивала встречу с восемью игроками против полного состава у «Насьоналя».
Вернувшись в Парагвай, возглавил сначала «Соль де Америку», а в 1990—1991 годах — «Серро Портеньо». В 1991 году выиграл с «циклоном» Турнир Республики, завоевав путёвку в Кубок Либертадорес. Авторитет Маркаряна в руководстве парагвайского футбола стал настолько высоким, что ему было предложено курировать национальные сборные сразу в нескольких возрастах. В 1992 году Олимпийская сборная Парагвая (в возрасте до 23 лет), возглавляемая Маркаряном, выиграла отборочный турнир на Олимпиаду. В Барселоне Парагвай вышел из группы, но в 1/4 финала в дополнительное время уступил будущему бронзовому призёру сборной Ганы. В парагвайской команде играли многие футболисты, особенно в обороне, которые много лет защищали цвета основной сборной — Карлос Гамарра, Франсиско Арсе, Сельсо Айяла, Хорхе Кампос и другие.
В марте 1993 году покинул Парагвай и после краткосрочного пребывания на должности главного тренера «Ривер Плейта» (Монтевидео) в карьере «Мага» (такое прозвище уругвайскому специалисту дали болельщики и СМИ) начался перуанский период. С «Университарио» и «Спортинг Кристалом» в 1993 и 1996 годах соответственно Маркарян выигрывал чемпионат страны. В 1997 году вывел «Спортинг Кристал» в первый в истории клуба (и единственный на данный момент) финал Кубка Либертадорес, где сильнее по сумме двух матчей оказался бразильский «Крузейро».
В сезоне 1998/99 Маркарян впервые возглавил европейскую команду. Опыт оказался довольно успешным — греческий «Ионикос» впервые в своей истории добился права выступить в Кубке УЕФА. Маркарян вернулся в Южную Америку, где вновь возглавил сборную Парагвая.

### 2000—2010-е годы
Серхио Маркарян вывел парагвайскую сборную на чемпионат мира в Японии и Корее. Он выстроил эту команду, которая в отдельные периоды в начале XXI века попадала в десятку сильнейших сборных мира в рейтинге ФИФА. Однако после окончания отбора Парагвайская футбольная ассоциация приняла решение уволить уругвайского специалиста и назначила на его место итальянца Чезаре Мальдини. Причина этого шага осталась неизвестной.
В декабре 2001 года Маркарян возглавил греческий «Панатинаикос». В сезоне 2001/02 его команда играла в 1/4 финала Лиги чемпионов. В следующем сезоне Маркарян занял с «Пао» второе место в чемпионате Греции и дошёл до 1/4 финала Кубка УЕФА, где уступил лишь будущему победителю «Порту».
В сезоне 2004/05 Маркарян работал со своей последней греческой командой, «Ираклисом», после чего вернулся в Южную Америку. Привёл «Либертад» в двум подряд чемпионским титулам — для самого тренера это были уже третье и четвёртое чемпионства после побед с «Олимпией» в 1980-е годы. В розыгрыше Кубка Либертадорес 2007 парагвайцы в 1/4 финала уступили аргентинской «Боке Хуниорс», ставшей в итоге победителем турнира.
В сезоне 2007/08 Маркарян руководил «Крус Асулем», вывел эту команду в финал Клаусуры 2008, где «цементники» уступили «Сантос Лагуне». В следующем году «Маг» выиграл свой седьмой чемпионский титул уже в третьей стране. Он привёл «Универсидад де Чили» к победе в Апертуре 2009 чемпионата Чили.
После непродолжительной работы с «Данубио», Маркарян в 2010 году возглавил сборную Перу. На Кубке Америки 2011 перуанцы вышли из группы, а затем обыграли Колумбию в 1/4 финала. В полуфинале сборная Перу уступила Уругваю, но затем обыграла Венесуэлу в матче за третье место. Перуанцы не доходили до полуфинала Кубка Америки 14 лет, а в призы не попадали с 1983 года, когда матч за 3-е место не проводился.
После успеха на континентальном уровне Серхио Маркарян продолжил тренировать перуанскую национальную команду. Однако он не сумел решить задачу по выводу «инков» в финальную стадию чемпионата мира 2014. Перу заняла седьмое место в турнирной таблице зоны КОНМЕБОЛ. Маркарян отклонил предложение продолжить работу от Федерации перуанского футбола.
В феврале 2015 года Серхио Маркарян возглавил сборную Греции. 7 августа того же года было объявлено о расторжении контракта уругвайского тренера с Греческой федерацией футбола по обоюдному согласию и без выплаты компенсации.
В 2009 и в 2014 годах специалист рассматривался на пост главного тренера сборной Армении. По одной из версии, Маркаряну, помимо должности в национальной команде, обязывали возглавить «Пюник». Наставник отказался совмещать два поста и свернул переговоры.

## Семья
Когда Серхио было шесть лет, его родители развелись. Серхио вместе с отцом отправился в Аргентину, а его брат остался с матерью в Уругвае. Брат Серхио, Роберто Маркарян (р. 1946) — математик, с 2014 по 2018 год был ректором Республиканского университета в Монтевидео — старейшего государственного университета Уругвая.
Серхио Маркарян женат на Элизабет, у пары двое детей — Арам Серхио и Габриэль Андрес. Есть двое внуков.

## Титулы и достижения
- Победитель Второго дивизиона Уругвая (1): 1976
- Чемпион Парагвая (4): 1983, 1985, 2006, 2007
- Победитель Турнира Республики (1): 1991
- Чемпион Перу (2): 1993, 1996
- Вице-чемпион Мексики (1): Клаусура 2009
- Чемпион Чили (1): Апертура 2009
- Финалист Кубка Либертадорес (1): 1997
- Бронзовый призёр Кубка Америки (1): 2011